# Polygala misella
Polygala misella là một loài thực vật có hoa trong họ Polygalaceae. Loài này được Bernardi mô tả khoa học đầu tiên năm 2000.